# 贾霁
贾霁（1917年—1985年），笔名艾分、西门，男，江苏镇江（一作滨海）人，中国作家、电影评论家，曾任《大众电影》主编，中国电影家协会理事。